# Reisado
Das Reisado ist ein dramatischer Volkstanz der brasilianischen Musik, der zur Gruppe der Pastorís gehört und zum Fest der Epiphanie aufgeführt wird. Er entstand nach 1875, heute ist seine Verbreitung stark rückläufig. Typische Begleitinstrumente sind Sanfona, Pandeiro und Zabumba.